# Heinrich Quincke
Heinrich Irenaeus Quincke (Francoforte sull'Oder, 26 agosto 1842 – Francoforte sul Meno, 19 maggio 1922) è stato un medico tedesco, fratello del più celebre Georg Hermann e zio del chimico Friedrich.

## Biografia
Allievo di Albert von Kölliker e Rudolf Virchow all'università di Würzburg, ottenne il dottorato all'università di Berlino nel 1863.
Nel 1865 divenne assistente del fisiologo Ernst Wilhelm von Brücke e poco dopo fu medico subordinato di Friedrich Theodor von Frerichs all'Ospedale universitario della Charité di Berlino. Nel 1873 divenne docente all'università di Berna, per poi passare all'università di Kiel nel 1878, divenendone professore emerito nel 1908.
Per primo descrisse l'angioedema, detto perciò anche edema di Quincke, e il sintomo di Quincke che si manifesta con arrosamento o pallore sotto le unghie e preannuncia un'insufficienza aortica.
Fu inoltre tra gli ideatori della rachicentesi. Nel 1893 descrisse quella che sarà definita in seguito ipertensione endocranica.

## Pubblicazioni (selezione)
- Grundriss der Lungenchirurgie. Jena 1903, con Carl Garré